# Sint-Medarduskerk (Eernegem)

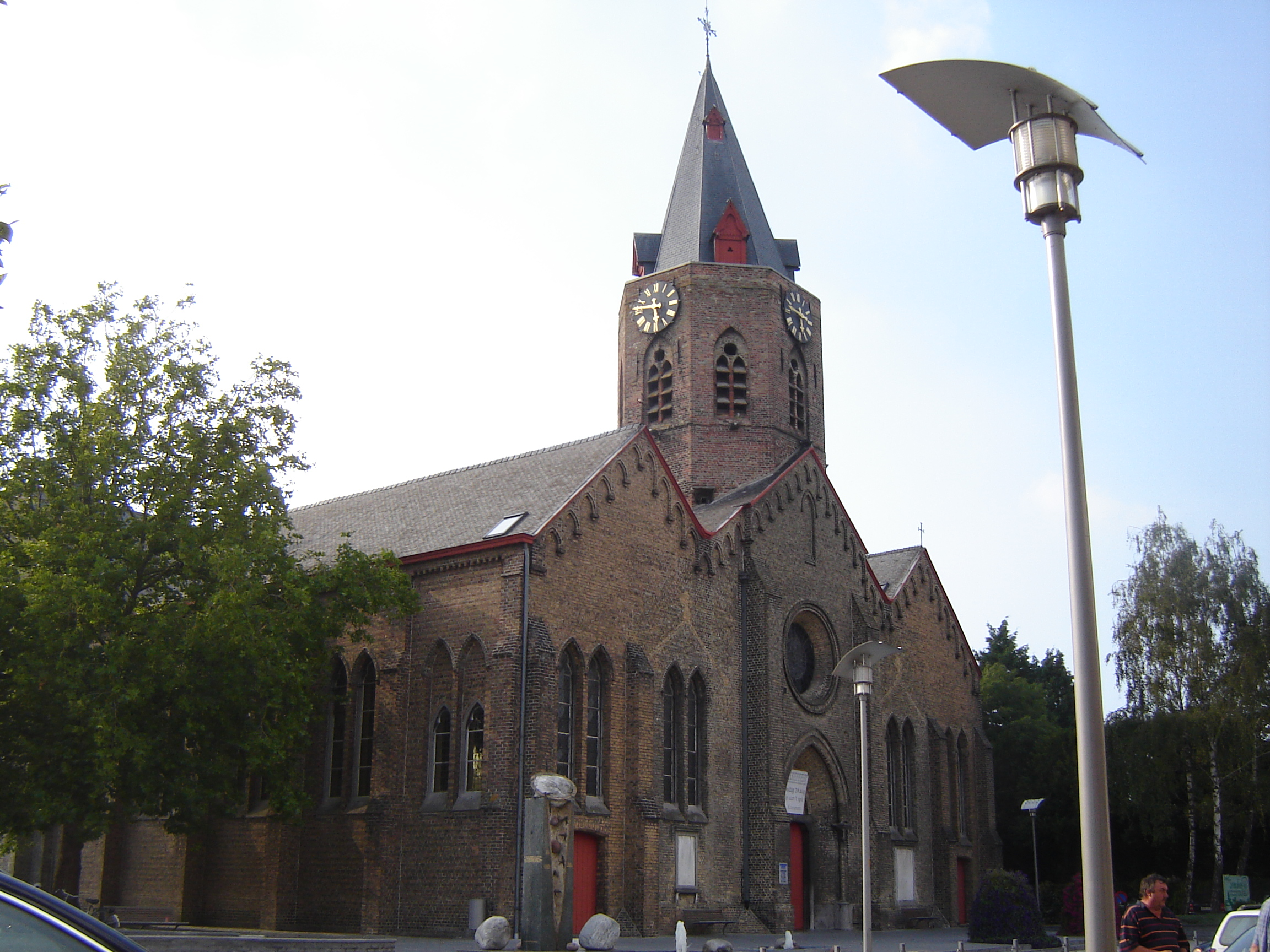
Sint-Medarduskerk

De Sint-Medarduskerk is de parochiekerk van de tot de West-Vlaamse gemeente Ichtegem behorende plaats Eernegem, gelegen aan de Markt.

## Geschiedenis
Naar verluidt zou Sint-Medardus in 535 een bedehuis te Eernegem hebben opgericht. In 1084 zou Sint-Arnoldus hier een nieuwe kerk hebben ingezegend. In 1570 werd de kerk op de kaart van Pieter Pourbus afgebeeld als een gotisch kerkgebouw met vieringtoren.
Omstreeks 1580 had de kerk van de godsdiensttwisten te lijden. Hij werd verwoest en het dorp ontvolkte. Omstreeks 1626 werd een nieuwe kerk gebouwd. Het was een kruiskerk met een vieringtoren. Een volledig nieuwe kerk werd in 1852 gebouwd in neogotische stijl naar ontwerp van Pierre Buyck. De kerk was naar het westen georiënteerd en de oude vieringtoren bleef gespaard maar ging als oosttoren fungeren.
In 1901 werden de twee zijbeuken verhoogd en naar buiten toe vergroot. Hierbij werd ook de voorgevel veranderd van één topgevel onder de toren naar drie topgevels boven elke beuk één.
Ca. 1961 werd de noordelijke sacristie vervangen door een nieuwbouw met extra bergplaatsen.

## Pastoors
- 1660-1680 - Florus van Rieme
- 1680-1699 - Theodoor de Donckere
- 1699-1721 - Rogier Breydel
- 1721-1738 - Arnold Daems
- 1738-1742 - Pieter Valcke
- 1742-1774 - Pieter de Vos
- 1775-1800 - Louis Roelens
- 1803-1811 - Jozef Van Colen
- 1811-1828 - Frans Ide
- 1828-1830 - Jan Goddyn
- 1830-1847 - Jozef Samyn
- 1847-1874 - Maarten Pype
- 1874-1877 - Alfons Loys
- 1877-1877 - Louis D'Huyvettere
- 1877-1899 - Pieter Tahon
- 1899-1904 - Victor Lanssens
- 1904-1912 - Edward Demeyere
- 1912-1918 - Jozef Sansen
- 1918-1922 - Karel Pattyn
- 1922-1945 - Raymond Verduyn
- 1945-1953 - Oscar Verhaeghe
- 1953-1968 - Jozef De Gruytere
- 1968-1977 - André Avonture
- 1977-1993 - Louis Dewanckele
- 1993-2014 - André Foulon
- 2014-2022 - Frans Dewulf
- 2023-heden- Mathias Parret

## Onderpastoors
- 1724-1744 - Joannes Coubout
- 1744-1746 - Adrian Debie
- 1746-1751 - Joannes Vanvossem
- 1751-1755 - Franciscus Hecmayer
- 1762-1772 - Jan Debackere
- 1773-1775 - Jan Van Colen
- 1775-1805 - Frans Robbe
- 1805-1811 - Jacob Van Bossele
- 1811-1816 - Judocus Seynhaeve
- 1816-1818 - Karel Bervoet
- 1818-1824 - Jan Van Andorpe
- 1824-1825 - Louis Tanghe
- 1825-1829 - Karel Van Helslandt
- 1829-1836 - Constant Boutens
- 1836-1859 - Jan Devolder
- 1859-1866 - Edward Heene
- 1866-1878 - August Vandenbussche
- 1867-1877 - Henri Coppin
- 1877-1883 - Jules Van Utberghe
- 1878-1880 - August Vermander
- 1880-1894 - Frans Caenepeel
- 1883-1908 - Karel Pieters
- 1894-1897 - Joseph Vanhove
- 1897-1900 - Edmond Enghels
- 1900-1907 - Alban Roose
- 1907-1912 - Hector Juwijns
- 1908-1923 - Alfons Louwagie
- 1912-1932 - Oscar Lagae
- 1923-1926 - Jules Vermeersch
- 1926-1934 - Alfons Remaut
- 1933-1937 - Marcel Lamote, STB
- 1934-1941 - Albert Decaestecker
- 1937-1948 - Julien Tyvaert
- 1941-1960 - Antoon Vandepoorte
- 1948-1969 - Gerard Cappelle
- 1960-1967 - Norbert Schotte
- 1967-1976 - Pascal Crevits
- 1969-1970 - Marcel Diet, JCL
- 1970-1970 - Roger Gardeyn
- 1971-1986 - Valeer Goemaere
- 1986-1993 - André Monstrey

## Gebouw
Het betreft een driebeukige kruiskerk met oosttoren. Het hoofdkoor heeft een vijfzijdige afsluiting. Tegen de noordgevel bevindt zich een Heilig Hartbeeld van 1928. De toren heeft een achtkante klokkengeleding.

## Interieur
Het meubilair is in hoofdzaak neogotisch. De ruimte wordt overwelfd door tongewelven. Het hoofdaltaar is van 1866. Het zuidelijke zijaltaar is van 1877 en opgedragen aan Onze-Lieve-Vrouw van Lourdes. Het noordelijk zijaltaar is van 1866 en opgedragen aan het Heilig Hart. Het orgel is van 1886 en werd vervaardigd door Philip Forrest.
De kuip van de preekstoel is in renaissancestijl van 1642 en afkomstig van de voormalige Sint-Walburgakerk te Brugge. Deze werd in 1776 aangekocht. De trap en het klankbord zijn 19e-eeuwse toevoegingen. De kerk heeft ook twee 18e-eeuwse biechtstoelen.